# Jefferson Station
Die Jefferson Station (bis 2014: Market East Station) ist ein unterirdischer Personenbahnhof für den Regionalverkehr im Stadtzentrum von Philadelphia im US-Bundesstaat Pennsylvania. Der Bahnhof wurde zusammen mit der Center City Commuter Connection erbaut und am 12. November 1984 offiziell eröffnet. Er befindet sich an der Ecke Filbert und 12th Street unter dem ehemaligen Bahnhof Reading Terminal, der drei Tage vor der Eröffnung der Jefferson Station geschlossen wurde. 

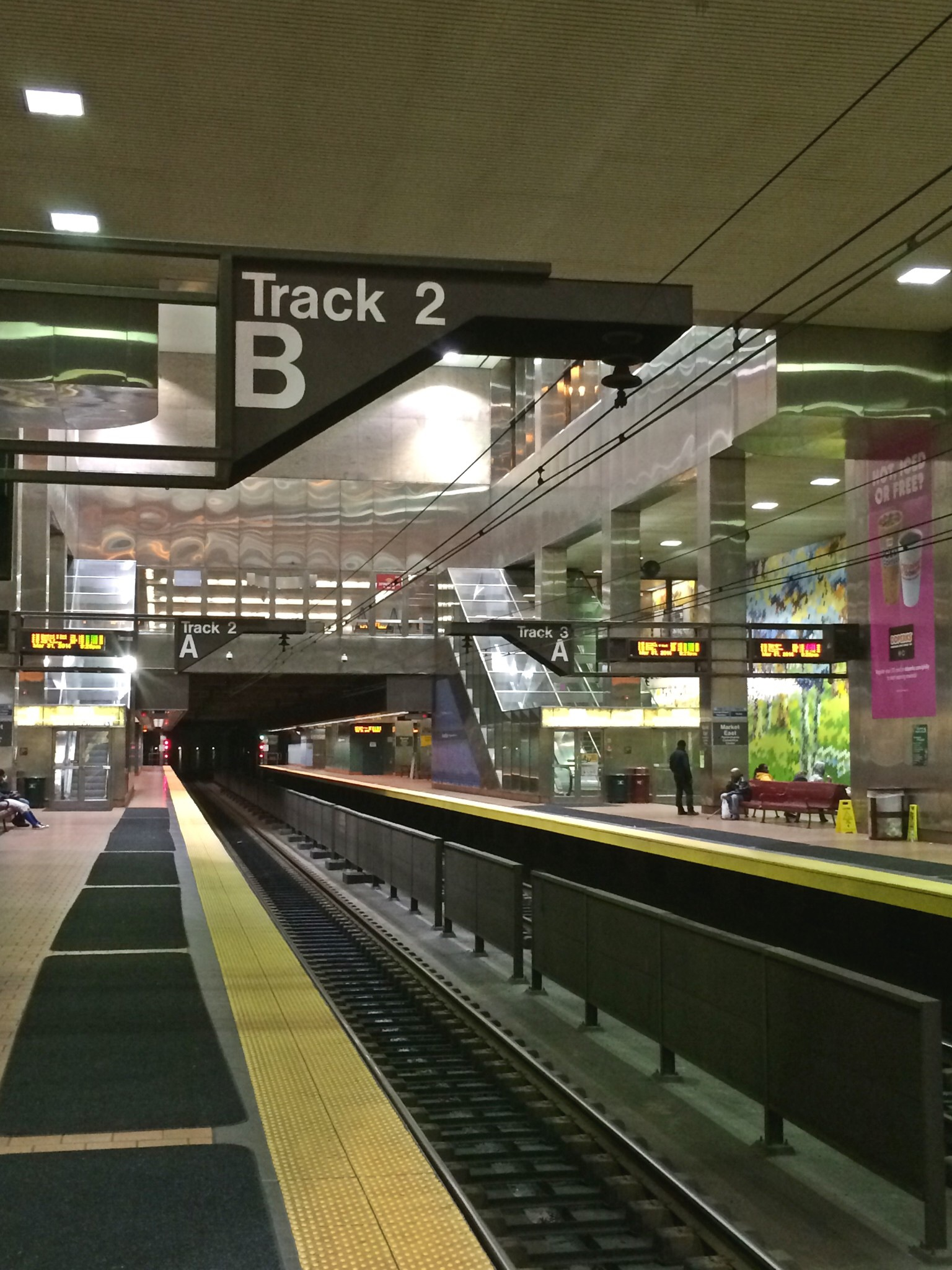
Jefferson Station

Der Bahnhof besitzt zwei Mittelbahnsteige an vier elektrifizierten Gleisen, die in der zweiten Tiefebene in West-Ost-Richtung verlaufen. Darüber liegt eine Verteilerebene, die sich unter die benachbarten Kaufhäuser und Bürogebäude erstreckt. Die Ausgänge zur Straße liegen in den Erdgeschossen umliegender Bürohäuser.
Am 4. September 2014 kündigte SEPTA an, dass die Namensrechte von der Thomas Jefferson University erworben wurden und der Bahnhof in Jefferson Station umbenannt wird.
Der Bahnhof ist mit 12.675 Einsteigern pro Tag hinter der Suburban Station der am zweitstärksten frequentierte Personenbahnhof im Stadtzentrum von Philadelphia.